# Róbert Cicman
Róbert Cicman (* 3. září 1984 v Košicích) je slovenský fotbalový obránce, v současnosti hraje za klub FC Lokomotíva Košice.

## Klubová kariéra
V letech 2011–2013 byl hráčem SK Slavia Praha. Jarní část sezóny 2012/13 strávil na hostování v FC Nitra. V červenci 2013 byl na testech v polském klubu Cracovia Kraków. Na podzim 2013 byl bez angažmá, v únoru 2014 podepsal smlouvu s polským klubem Sandecja Nowy Sącz. V Sandecji skončil na konci roku 2014 a poté přijal nabídku slovenského třetiligového klubu FK Haniska, s nímž v sezóně 2014/15 zažil postup do 2. ligy.
V roce 2016 posílil druholigový slovenský klub FC Lokomotíva Košice.